# Jason Worilds
Jason Adjepong Worilds es un exjugador de fútbol americano que jugó como linebacker externo durante toda su carrera con los Pittsburgh Steelers de la National Football League (NFL). Fue seleccionado en la segunda ronda (52.º global) del draft de la NFL de 2010. En la universidad jugó al fútbol en el Instituto Politécnico y Universidad Estatal de Virginia.

## Carrera
Worilds fue seleccionado por los Pittsburgh Steelers en la segunda ronda del draft de 2010. En su temporada de novato jugó 14 partidos, ninguno de ellos como titular, registrando 17 entradas y 2,0 capturas. En la semana 9 de la temporada 2011 contra los Baltimore Ravens, Worilds jugó el primer partido como titular en su carrera, situación que mantuvo hasta el final de la temporada, que terminó con 38 tacleadas, 3 capturas y un balón suelto forzado en la victoria de la semana 14 contra los Cleveland Browns.
En la semana 12 de la temporada 2012 contra los Browns, Worilds logró dos capturas sobre Brandon Weeden. Su temporada terminó con 27 tacleadas y un nuevo récord personal de 5 capturas. En 2014 lideró el equipo, junto a Cameron Heyward, con 7,5 capturas.
El 10 de marzo de 2015, Worilds anunció su retiro del fútbol profesional a la edad de 27 años para convertirse en testigo de Jehová.